# Лига чемпионов. Фигурное катание
Лига чемпионов. Фигурное катание — виртуальное командное соревнование по фигурному катанию, организуемое Федерацией фигурного катания на коньках России совместно с «Первым каналом».

## История
Турнир был представлен 24 октября и запущен 25 октября 2024 года. По формату схож с турниром ISU для шорт-трекистов Short Track World Tour. При создании вызовов организаторы вдохновлялись YouTube-шоу фигуристов Романа Савосина и Егора Мурашова Skating Skills.

## Регламент
78 фигуристов будут разделены на команды, каждая из которых будет зарабатывать очки на турнирах в сезоне: этапы и финал Гран-при России, чемпионат России по прыжкам, чемпионат России. Команды формируются по итогам жеребьёвки на этапах Гран-при России. Сеянные фигуристы не могут попасть в одну команду в одной дисциплине. Первая часть турнира включает пять этапов Гран-при России. В каждой команде на этой стадии 13 спортсменов: 3 одиночника, 2 одиночницы, 3 танцевальных дуэта, 1 пара. На втором этапе — с 1 декабря по 31 марта — каждая команда сократится до 10 участников: 2 одиночника, 2 одиночницы, 2 танцевальных дуэта, 1 пара. Один одиночник и один танцевальный дуэт отсеются по результатам этапов Гран-при. Также дополнительно фигуристы будут зарабатывать очки на вызовах: 12 вызовов для участников в онлайн-формате и 6 вызовов капитанов в онлайн- или оффлайн-формате. За участие в соревнованиях и вызовах командам будут начисляться очки и по итогам всего сезона будут выявлены три сильнейшие команды. За призы будут бороться шесть команд — «Алтайские аргали», «Амурские тигры», «Байкальские нерпы», «Дальневосточные леопарды», «Забайкальские манулы» и «Тихоокеанские сивучи». Призовой фонд турнира — 20 млн рублей. Победитель турнира получит 10 млн рублей, серебряный призёр — 5 млн рублей, бронзовый — 3 млн рублей. Также будут вручены специальные призы в различных номинациях на общую сумму 2 млн рублей.

### Вызовы
В ноябре 2024 года стартовали первые вызовы, в которых должны принять участие капитаны и члены команды:
- Вызов капитанов на лучшее видеопредставление команды;
- Самый длинный каскад;
- Максимальное количество баллов;
- Самое долгое вращение[6].

## Итог
Официально турнир должен был завершиться 31 марта 2025 года. 22 января 2025 года были опубликованы промежуточные результаты, в которых «Тихоокеанские сивучи» лидировали. С тех пор на официальных ресурсах турнира новостей не выходило.

## Участники
|                | Тихоокеанские сивучи | Дальневосточные леопарды                                                                             | Байкальские нерпы                                                                                              | Алтайские аргали                                                                                           | Забайкальские манулы                                                                                                | Амурские тигры                                                                                             |
| Мужчины        | - Даниил Самсонов - Николай Угожаев - Даниил Постарнаков                                                                 | - Владислав Дикиджи - Роман Савосин (К) - Матвей Ветлугин                                            | - Марк Кондратюк (К) - Глеб Лутфуллин - Семён Соловьёв                                                         | - Пётр Гуменник - Макар Игнатов (К) - Фёдор Зонов                                                          | - Дмитрий Алиев (К) - Григорий Фёдоров - Егор Рухин                                                                 | - Евгений Семененко (К) - Андрей Мозалёв - Иван Попов                                                      |
| Женщины        | - Аделия Петросян - Дарья Садкова                                                                                        | - Софья Муравьёва - Ксения Гущина                                                                    | - Софья Акатьева - Алина Горбачёва                                                                             | - Анна Фролова - Софья Важнова                                                                             | - Ксения Синицына - Людмила Фурсова                                                                                 | - Вероника Яметова - Мария Агаева                                                                          |
| Парное катание | - Анастасия Мишина и Александр Галлямов (К)                                                                              | - Ясмина Кадырова и Илья Миронов                                                                     | - Наталья Хабибуллина и Илья Княжук                                                                            | - Анастасия Мухортова и Дмитрий Евгеньев                                                                   | - Александра Бойкова и Дмитрий Козловский                                                                           | - Елизавета Осокина и Артём Грицаенко                                                                      |
| Танцы на льду  | - Елизавета Худайбердиева и Егор Базин - Василиса Кагановская и Максим Некрасов - Варвара Жданова и Тимур Бабаев-Смирнов | - Софья Леонтьева и Даниил Горелкин - Софья Тютюнина и Матвей Грачёв - Софья Шевченко и Андрей Ежлов | - Александра Степанова и Иван Букин - Милана Кузьмина и Дмитрий Студеникин - Алиса Блинникова и Алексей Карпов | - Ирина Хавронина и Девид Нарижный - Елизавета Пасечник и Дарио Чиризано - Анна Коломенская и Артём Фролов | - Анна Щербакова и Егор Гончаров - Екатерина Миронова и Евгений Устенко - Александра Прокопец и Александр Васькович | - Елизавета Шичина и Павел Дрозд - Екатерина Рыбакова и Иван Махноносов - Дарья Савкина и Александр Вахнов |
| Очки           | 376 | 370                                                                                                  | 367 | 339 | 295 | 292 |